# Jewel De'Nyle
Jewel De'Nyle, née le 5 août 1976 à Wetmore (Colorado), est une actrice, réalisatrice et productrice de films pornographiques américaine.

## Biographie
Son nom est probablement une référence au film The Jewel of the Nile (en français, Le Diamant du Nil) sorti en 1985.
Durant son spectacle de striptease, Jewel est remarquée par l'actrice porno Selena Steele. Après être apparue dans Hustler, elle se lance dans une carrière pornographique, son premier film pornographique étant Electric Sex (1998).
Elle est tout d'abord actrice pour le studio New Sensations. Elle accueille en 2003 la cérémonie des XRCO awards. Elle possède une partie du studio "Platinum X Pictures", situé dans la vallée de San Fernando en Californie.
Elle a été mariée avec l'acteur porno Peter North, né en 1957, entre 1998 et mai 2000. Il s'agissait de son 4e mariage.
Sa mère ¨De' Bella¨, née en 1956, a rejoint le monde de la pornographie à l'âge de 50 ans sur les conseils de sa fille. Elle a ainsi tourné une cinquantaine de films sur le thème des MILF.
Jewel De'Nyle est rentrée dans l'AVN Hall of Fame et le XRCO Hall of Fame en 2009.

## Récompenses et nominations
Récompenses
- 1999 : Hot d'or – Starlet of the Year
- 1999 : CAVR Award - Star of the Year
- 2000 : XRCO – Best New Starlet
- 2001 : CAVR Award - Star of the Year
- 2001 : AVN Award Performeuse de l'année (Performer of the Year)[2]
- 2001 : AVN Award Meilleure scène de sexe entre femmes dans une vidéo (Best All-Girl Sex Scene - Video) pour Dark Angels (avec Sydnee Steele)[2]
- 2002 : CAVR Award - Star of the Year
- 2002 : XRCO – Performer of the year (2 years)
- 2002 : XRCO – Starlet of the year.
- 2003 : AVN – Best anal sex scene avec Lexington Steele
- 2004 : XRCO – Best Sex Scene avec Manuel Ferrara
- 2004 : Adam Film World – Female Director of the Year
- 2002 : XRCO – Best girl-girl scene – No Man's Land 33 avec Inari Vachs
- 2002 : XRCO – Best anal scene
- 2009 : AVN Hall of Fame
- 2009 : XRCO Hall of Fame

Nominations
- 2005 : AVN Award Best Couples Sex Scene - Rocco: Animal Trainer 15 (2004) avec Rocco Siffredi
- 2004 : AVN Award - Female Performer of the Year

## Filmographie sélective
- 1998 : More Dirty Debutantes 89
- 1999 : The 4 Finger Club 1
- 1999 : The 4 Finger Club 2
- 1999 : The 4 Finger Club 3
- 1999 : The 4 Finger Club 5
- 1999 : The 4 Finger Club 6
- 2000 : The 4 Finger Club 9
- 2000 : The Violation of Jewel De'Nyle
- 2001 : No Man's Land 33
- 2002 : On The Set With Jewel De'Nyle
- 2003 : All Anal 2
- 2004 : Jewel De'Nyle's Last Movie
- 2005 : Big Tits Tight Slits 1
- 2006 : Lick Between the Lines 2
- 2007 : Notorious Jewel De'Nyle and Shelly Martinez
- 2008 : Fantasy All Stars 9
- 2009 : Ass Fanatic 6
- 2010 : I Love Anal
- 2011 : Mounds Of Joy 3
- 2012 : All Holes No Poles 16
- 2013 : Anal Interludes
- 2014 : Fuck Me Hard
- 2015 : Interracial Ass Bangers
- 2016 : Ass Loving Threesomes
- 2017 : My Ass Takes It Black